# 음력 5월 3일
음력 5월 3일은 음력 5월의 3번째 날이다.

## 사건
- 2002년 -
  - 경기도 양주군 광적면에서 여중생 장갑차 압사 사건이 일어나다.
  - 대한민국 제3회 전국동시지방선거가 실시되다.

## 탄생
- 1978년 - 대한민국의 래퍼 은지원(젝스키스).
- 1981년 - 대한민국의 방송인 나경은.
- 1985년
  - 대한민국의 KBS 아나운서 정지원.
  - 일본의 배우 아이부 사키.
- 1991년 - 대한민국의 배우 송다은

## 같이 보기
- 음력 360일: 1월 2월 3월 4월 5월 6월 7월 8월 9월 10월 11월 12월
- 전날:5월 2일 다음날:5월 4일 - 전달:4월 3일 다음달:6월 3일
- 양력:5월 3일
- 음력, 윤달